# Nậm Păm
Nậm Păm là một xã thuộc huyện Mường La, tỉnh Sơn La, Việt Nam.
Xã có diện tích 95,61 km², dân số năm 2007 là 4.221 người, mật độ dân số đạt 44 người/km².